# Relindis af Maaseik
Den hellige Relindis (også Renule; ca. 695, Maaseik – 6. februar 780, Aldeneik) var en frankisk abbedisse. Hun var søster til Sankt Harlindis, begge var døtre af den frankiske greve Adelard.
Som børn var søstrene blevet undervist på et frankisk kloster i Valenciennes (nuværende Frankrig). Da de senere selv udtrykte ønske om at blive nonner lod Adelard i 730 opfører et nyt benediktekloster i deres fødeby Maaseik (nuværende Belgien), hvor Harlindis blev den første abbedisse. Da Harlindis døde i 753, udpegede Sankt Bonifatius søsteren Relindis til at være hendes efterfølger som abbedisse. Flere mirakler er tilskrevet søstrene. Adelard og hans kone er begge begravet i døtrenes kloster.
Harlindis og Relindis bliver normalt afbilledet sammen. Ofte med en abbedissestav, eller en model af klosteret i hånden.
Relindis festdag er den 6. februar